# Coxicerberus insularis
Coxicerberus insularis es una especie de crustáceo isópodo intermareal de la familia Microcerberidae.

## Distribución geográfica
Es endémica de las islas Canarias (España).